# Список умерших в 995 году

## Март
- 6 марта — Дитрих, пфальцграф Саксонии (982—995)[1].
- 30 марта — Ас-Сахиб ибн Аббад, арабский литератор, поэт, ученый, общественно-политический деятель[2].

## Июнь
- 2 июня — Митицуна-но хаха, японская писательница, поэтесса.

## Август
- 27 августа — Гебхард Констанцский, епископ Констанца (979—995), святой[3].
- 28 августа — Генрих II, герцог Баварии (955—976 и 985—995)[4].

## Дата смерти неизвестна или требует уточнения
- Боррель I, граф Пальярса (с 948).
- Гарсия Фернандес, первый независимый от королевства Леон граф Кастилии (970—995).
- Герберга Лотарингская, католическая блаженная, основательница женского монастыря в Филихе.
- Герберт II, граф Мо (Герберт III) и Труа (Герберт II) (966—995), граф Омуа (Герберт IV) (984—995).
- Гильом IV, герцог Аквитании (Гильом IV, 963—995), граф Пуатье (Гильом II, 963—995)[5].
- Ад-Даракутни, мусульманский учёный, мухаддис.
- Кеннет II, король Альбы (Шотландии) (971—995)[6].
- Михаил Вурца, византийский военачальник, стратиг[7].
- Хакон Могучий, хладирский ярл, фактический правитель Норвегии (970—995)[8].
- Харальд Гренске, норвежский конунг[9].
- Эрик VI, полулегендарный король Швеции (970—995)[10].